# Рахманов Ігор Борисович
І́гор Бори́сович Рахма́нов (27 вересня 1984, м. Ташкент, Узбекистан — 5 квітня 2022, біля с. Катеринівка, Луганська область) — український військовослужбовець, старший сержант Збройних сил України, учасник російсько-української війни. Герой України (2024, посмертно). Кавалер ордена «За мужність» III ступеня (2022, посмертно).

## Життєпис
Від 1990 року в Україні. Навчався в Яворівській загальноосвітній середній школі № 3 ім. Т. Г. Шевченка. Закінчив Новояворівський професійний ліцей (за фахом — кухар).
Після проходження строкової служби підписав контракт, за яким проходив службу у 24-й окремій механізованій бригаді до 2010 року.
2014 року добровільно вирушив на фронт. Після поранення знову брав участь у бойових діях, але в складі 24 ОМБр. Загинув 5 квітня 2022 року біля с. Катеринівка на Луганщині.
Залишилися син.
Похований в Яворові.

## Нагороди
- звання Герой України з удостоєнням ордена «Золота Зірка» (23 серпня 2024, посмертно) — за особисту мужність і героїзм, виявлені у захисті державного суверенітету та територіальної цілісності України, самовіддане служіння Українському народові[1];
- орден «За мужність» III ступеня (22 травня 2022, посмертно) — за особисту мужність і самовіддані дії, виявлені у захисті державного суверенітету та територіальної цілісності України, вірність військовій присязі[2];
- відзнака Президента України «За участь в антитерористичній операції» (2016), Командувача об'єднаних сил «Козацький хрест» ІІ ступеня (2021);
- нагрудні знаки «За Україну, за її Волю» (2017), «За зразкову службу» (2019);
- медалі «Операція об'єднаних сил. За звитягу та вірність» (2019), «10 років сумлінної служби» (2019);
- Орден «Хрест Героя» (посмертно).